# فرنسيسكو أنتونيس سانتانا
فرنسيسكو أنتونيس سانتانا (بالبرتغالية: Francisco Antunes Santana‏) هو عالم عقيدة برتغالي، ولد في 11 أكتوبر 1924 في لشبونة في البرتغال، وتوفي في 5 مارس 1982 في فونشال في البرتغال بسبب سرطان.